# Jean Gavet
Jean Gavet est un  prélat français de la fin du XVe siècle et du début du XVIe siècle, évêque d'Arras.

## Biographie
Jean Gavet est chanoine et archidiacre d'Arras. Il est élu évêque par le chapitre en 1499, mais les circonstances politiques l'amènent à donner sa démission en 1501.